# 5-メチルウリジン
5‐メチルウリジン（英語: 5-methyluridine、略号m5Uまたはm5U）、リボシルチミン（英語: ribosylthymine）または、リボチミジン（英語: ribothymidine、略号rT）は、メチル化ヌクレオシドの一種である。5-メチルウリジンのデオキシリボース体がチミジンである。生体では核酸の微量成分で、tRNAに存在する。
核酸命名法の略号"T"はリボシルチミンを意味し、チミジン(dT)を意味しない。